# Kotielniczeskaja nabierieżnaja
Kotielniczeskaja nabierieżnaja (ros. Котельническая набережная) – ulica w centrum Moskwy nad rzeką Moskwą. Jednym z bardziej znanych budynków znajdujących się przy ulicy jest zbudowany w 1952 wieżowiec mieszkalny "Dom na Kotielniczeskoj nabierieżnoj".